# Carcelia candens
Carcelia candens là một loài ruồi trong họ Tachinidae.